# Agrias cyaneapicalis
Agrias cyaneapicalis är en fjärilsart som beskrevs av Le Moult 1926. Agrias cyaneapicalis ingår i släktet Agrias och familjen praktfjärilar. Inga underarter finns listade i Catalogue of Life.